# Transes
Transes (àrab: الحال, Al-ḥāl) és una pel·lícula documental marroquina del 1981 sobre l'influent grup d'avant-pop marroquí Nass El Ghiwane. Va ser rodat, escrit i dirigit per Ahmed El Maânouni.

## Resum
La pel·lícula està composta principalment per escenes que representen la banda fent concerts al Marroc, intercalades amb fragments d'entrevistes amb membres de la banda sobre el significat de les seves cançons i música. La pel·lícula també inclou imatges d'arxiu del Marroc de l'època colonial en forma de seqüències de flashback, així com moments personals de la vida quotidiana dels membres de la banda.

## Historial de producció
Maânouni va presentar una còpia de treball de la pel·lícula a la seva eventual productora, Izza Génini (coneguda per distribuir pel·lícules musicals), en la primera projecció de la seva pel·lícula anterior Alyam, Alyam. Després d'escoltar la veu de Larbi Batma i assistir a un concert de la banda, Génini va oferir els seus serveis a Maânouni com a productora. Aviat, el projecte inicial (que era un concert filmat) es va expandir per convertir-se en un llargmetratge documental seguint les activitats de la banda.
Va ser estrenada originalment el 1981, i va ser restaurada el 2007 per la World Cinema Foundation, la Cineteca di Bologna/L'Immagine Ritrovata Laboratory. La pel·lícula va ser escollida específicament per Martin Scorsese per a la primera estrena de la World Cinema Foundation i es va projectar al 60è Festival Internacional de Cinema de Canes el 2007 i a la plaça Djemà-el-Fna a Marràqueix, Marroc. La pel·lícula ha estat distribuïda des de llavors per The Criterion Collection.